# Nuncjatura Apostolska w Nigerii
Nuncjatura Apostolska w Nigerii – misja dyplomatyczna Stolicy Apostolskiej w Federalnej Republice Nigerii. Siedziba nuncjusza apostolskiego mieści się w Abudży.
Nuncjusz apostolski w Nigerii jest również stałym obserwatorem przy Wspólnocie Gospodarczej Państw Afryki Zachodniej.

## Historia
23 września 1960 papież Jan XXIII utworzył Delegaturę Apostolską w Afryce Środkowo-Zachodniej. Po wydzieleniu osobnych misji w innych państwach, które obejmowało to przedstawicielstwo, 2 października 1973 zmieniono nazwę na Delegatura Apostolska w Nigerii. 28 kwietnia 1976 papież Paweł VI podniósł ją do rangi nuncjatury apostolskiej.